# Свердловина № 50 (Гут)
Свердловина № 50 — гідрологічна пам'ятка природи місцевого значення. Об'єкт розташований на території Берегівського району Закарпатської області, с. Гут.
Площа — 0,5 га, статус отриманий у 1984 році (Рішення Закарпатського Облвиконкому від 23.10.1984 р. № 253).
Охороняється свердловина з мінеральною водою та прилегла територія. Вода термальна хлоридно-натрієва, загальна мінералізація - 7,7 г/л. Придатна для лікування захворювань нервової системи.